# Зофюв
Зофюв (пол. Zofiów) — село в Польщі, у гміні Біла-Равська Равського повіту Лодзинського воєводства.
Населення — 112 осіб (2011).
У 1975-1998 роках село належало до Скерневицького воєводства.

## Демографія
Демографічна структура станом на 31 березня 2011 року:
|          | Загалом | Допрацездатний вік | Працездатний вік | Постпрацездатний вік |
| -------- | ------- | ------------------ | ---------------- | -------------------- |
| Чоловіки | 62      | 11                 | 43               | 8                    |
| Жінки    | 50      | 11                 | 26               | 13                   |
| Разом    | 112     | 22                 | 69               | 21                   |